# 나다사키
나다사키(灘崎)는 오카야마현 오카야마시 미나미구에 있는 지역이다. 이전의 고지마군 나다사키정에 해당한다. 2005년 3월 22일 오카야마시에 편입 합병하여 동사무소는 오카야마시 나다사키 지소를 거쳐 2009년 4월 1일 정령지정도시로 승격해 미나미 구청으로 잠정 사용되었으며, 현재는 다시 나다사키 지소가 되어있다.
합병 당초는 오아자로서 「나다사키정」을 쓰고 있었지만, 합병 특례구 기한이 종료되었기 때문에, 2010년 3월 22일부터 오아자에서 관칭이 사라졌지만 지역명으로서는 사용되고 있다.

## 지리
정역의 대부분은 에도기보다 쇼와기에 걸쳐 간척된 토지로 차지되어 평탄하며 남서부는 상산(307m) 등의 산림으로 되어 있다. 간척지에서는 쌀을 주로 농사짓고 있었다.

## 교통

### 철도
- 서일본 여객철도
  - 우노 선(세토 대교선)
  - 혼시비산 선(세토 대교선)

### 도로
- 국도30호선